# Tour de Tipaza
El Tour de Tipaza es una carrera ciclista por etapas argelina que se disputa en la provincia de Tipasa.
Se creó en 2009 y hasta el 2012 ha sido amateur por ello todos sus ganadores hasta dicha fecha fueron argelinos, no disputándose la edición del 2011. Ascendió al profesionalismo en 2013 formando parte del UCI Africa Tour, dentro de la categoría 2.2 (última categoría del profesionalismo), disputándose dos días después de la también prueba argelina del Circuito de Argel y tres días después de la finalización del Tour de Argelia. En 2014 volvió a ser amateur disputándose en enero.

## Palmarés
En amarillo: edición amateur.
| Año  | Ganador            | Segundo            | Tercero            |
| ---- | ------------------ | ------------------ | ------------------ |
| 2009 | Redouane Chabane   | Bilal Saada        | Azzedine Lagab     |
| 2010 | Redouane Chabane   | ?                  | ?                  |
| 2011 | No se disputó      | No se disputó      | No se disputó      |
| 2012 | Mohamed Boutira    | Boualem Belmokhtar | Hichem Kab         |
| 2013 | Tino Zaballa       | Adil Jelloul       | Martin Pedersen    |
| 2014 | Bandera de Argelia | Bandera de Argelia | Bandera de Argelia |
| 2015 | Bandera de Argelia | Bandera de Argelia | Bandera de Argelia |

## Palmarés por países
| País    | Victorias |
| ------- | --------- |
| Argelia | 5         |
| España  | 1         |